# Hällefors kommunala realskola
Hällefors kommunala realskola var en realskola i Hällefors verksam från 1946 till 1968.

## Historia
En privat realskola utan examinationsrätt fanns 1926–1934. 1938 inrättades en högre fyraårig folkskola med samma program som en fyraårig realskola men utan examinationsrätt, men där elever från 1942 kunde erlägga realexamen vid Kristinehamns högre allmänna läroverk. Skolan ombildades 1946 till en kommunal mellanskola, vilken 1 juli 1952 ombildades till Hällefors kommunala realskola.
Realexamen gavs från 1947 till 1968.
Skolbyggnaden från 1946 övertogs efter realskolan av Hällefors högstadium, Klockarhagsskolan.